# Porrassina
La porrassina o porrina (Asphodelus fistulosus) -que també rep en català els noms populars de cebollí, cipol·lí, cibolla (Mallorca), ceba de moro, albó, arsènic, caramuixa, caramuixes, cebeta borda, gamó, gamons, gamonet, gamonera, herba pudent, vareta de la virtut o vareta/varetes de Sant Josep- és una espècie de planta del gènere Asphodelus pertanyent a la família de les asfodelàcies (anteriorment classificada en la família Liliaceae). Molt semblant a altres espècies d′Asphodelus, es tracta d'una planta anual o perenne de curta durada, herbàcia, amb una tija buida de fins a 70 centímetres d'alçada. El sistema radical té una sèrie de tubercles a la base de la tija. La planta té la forma d'un gran floc com fulles de ceba, arrodonides i buides de fins a 30 centímetres de llarg. La inflorescència és una panícula amb flors molt separades. Cada flor mesura de 5 a 12 mil·límetres d'amplària, amb sis tèpals, que són generalment de color blanc o rosa molt pàl·lid, amb una clara franja longitudinal de color marró-vermellós a morat. Les flors són diürnes, que es tanquen a la nit i en dies ennuvolats. El fruit és una càpsula ovoide, dehiscent en 3 lòculs, cadascú amb dues llavors trièdriques amb profundes osques, de color marró.
Asphodelus fistulosus va ser descrit per Linné i publicat en Species Plantarum, 1: 309-310, l'any 1753. El nombre de cromosomes d'Asphodelus fistulosus (fam. Liliaceae) i tàxons infraespecífics és de 2n = 56.
És nativa a la regió mediterrània. És una espècie invasora als Estats Units, trobada de manera significativa a Califòrnia, Arizona, Nou Mèxic i Texas, enumerada com a herba nociva federal (federal noxious weed) pel Departament d'Agricultura dels Estats Units. A Mèxic, té una àmplia distribució i es troba associada als cultius.

## Galeria

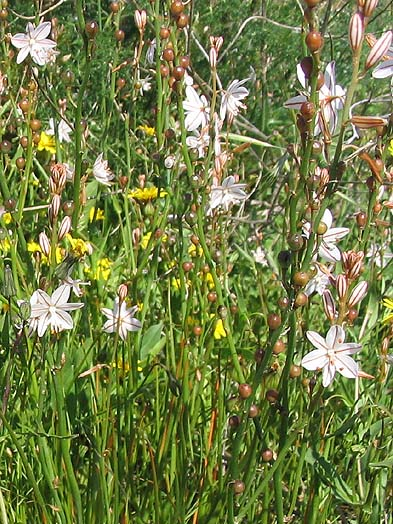
Vista de la planta
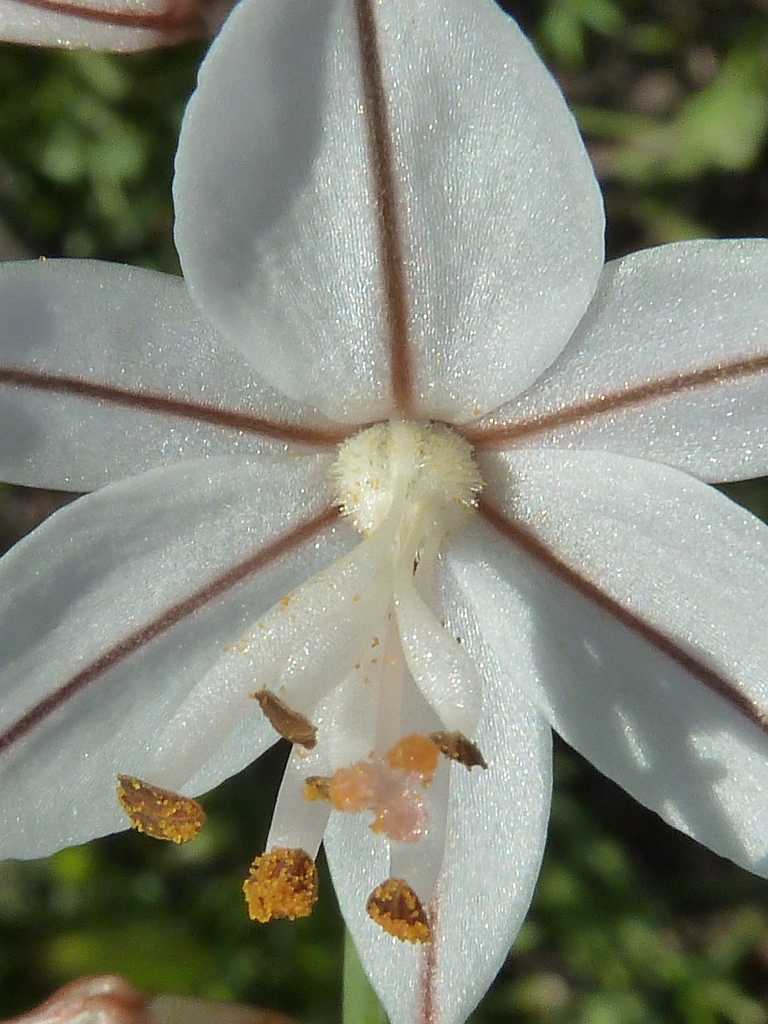
Detall de la flor
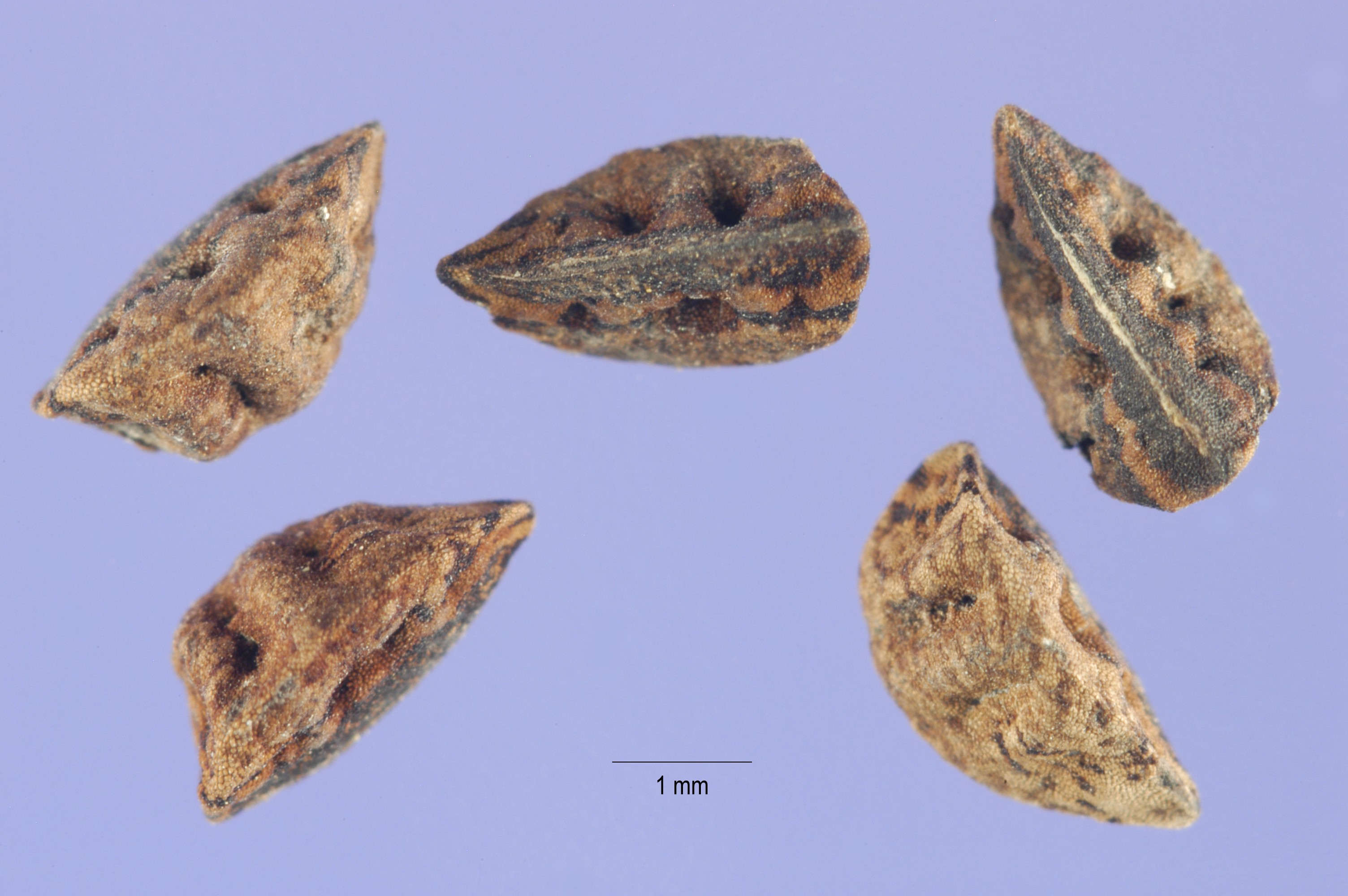
Llavors
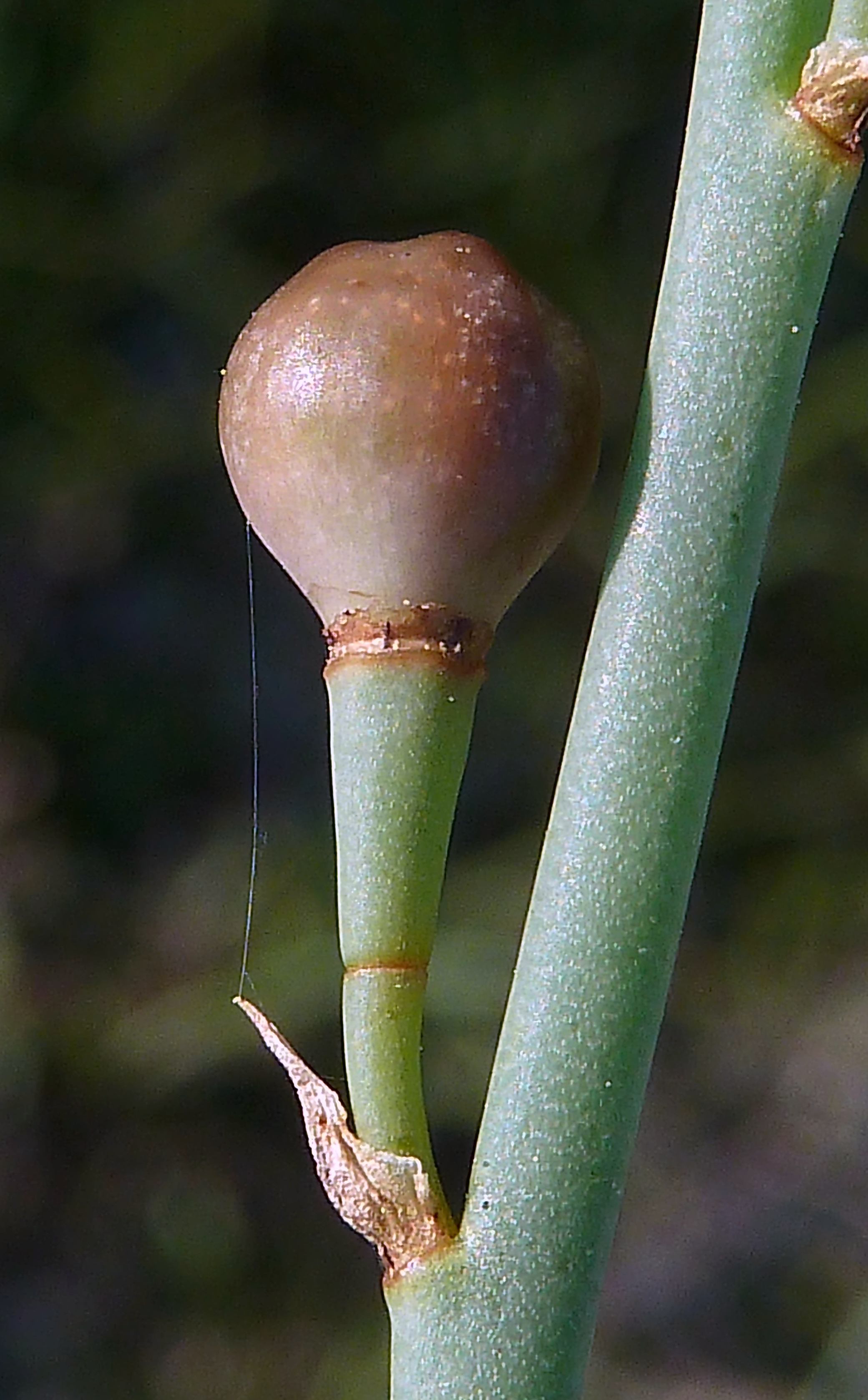
Fruit semimadur